# 理查德·莱文
理查德·查尔斯·莱文（英語：Richard Charles Levin，1947年4月7日—），美国经济学家，1993年至2013年担任耶鲁大学校长。2014年3月接替吴恩达开始担任大规模开放在线授课平台Coursera首席执行官。

## 生平
莱文生于旧金山的一个犹太裔家庭，1964年毕业于旧金山的Lowell中学，1968年本科毕业于斯坦福大学，1974年在耶鲁大学获得经济学博士学位。
1993年起，莱文开始担任耶鲁大学校长。2012年8月30日，莱文宣布，他将于2013年6月30日卸任。届时，莱文任期将满20年。上一位担任耶鲁校长满20年的是1899年就任的亚瑟·哈德利(Arthur Twining Hadley, 1856-1930)。
儿子乔纳森·莱文，荣获约翰·贝茨·克拉克奖。

## 荣誉
- 牛津大学荣誉博士（1998年）[1]
- 大十字级秘鲁太阳勋章（2011年）